# 謝爾比縣 (德克薩斯州)
謝爾比縣（英語：Shelby County）是美國德克薩斯州東部的一個縣，東鄰路易斯安那州。面積2,161平方公里。根據美國2000年人口普查，共有人口25,224人。縣治申特（Center）。
成立於1836年3月17日，是最早的二十三個縣之一。縣名以肯塔基州第一、五任州長艾萨克·谢尔比。。